# Berlinale
Pour les articles homonymes, voir Berlin (homonymie).
La Berlinale (en allemand: /bɛʁliˈnaːlə/ ? Écouter [Fiche], Internationale Filmfestspiele Berlin, littéralement le Festival international du film de Berlin) est un festival de cinéma compétitif, créé en 1951. Il se tient chaque année début février, à Berlin. Un important marché de films, des rétrospectives et des sections parallèles complètent la manifestation, portée par la compétition internationale de longs métrages.
Le meilleur film de la compétition internationale est récompensé par l'Ours d'or (Goldener Berliner Bär) tandis que l'Ours d'argent (Silberner Berliner Bär), outre le Grand prix du jury (Großer Preis der Jury), est attribué pour les prestations de meilleure réalisation (beste Regie) puis de meilleure interprétation pour un acteur (bester Darsteller) et une actrice (beste Darstellerin). Les ours sont attribués par un jury composé de professionnels du cinéma et de personnalités du monde des arts et de la culture.
Avec ceux de Cannes en mai et de Venise en septembre, il est l'un des trois principaux festivals de cinéma internationaux.

## Historique

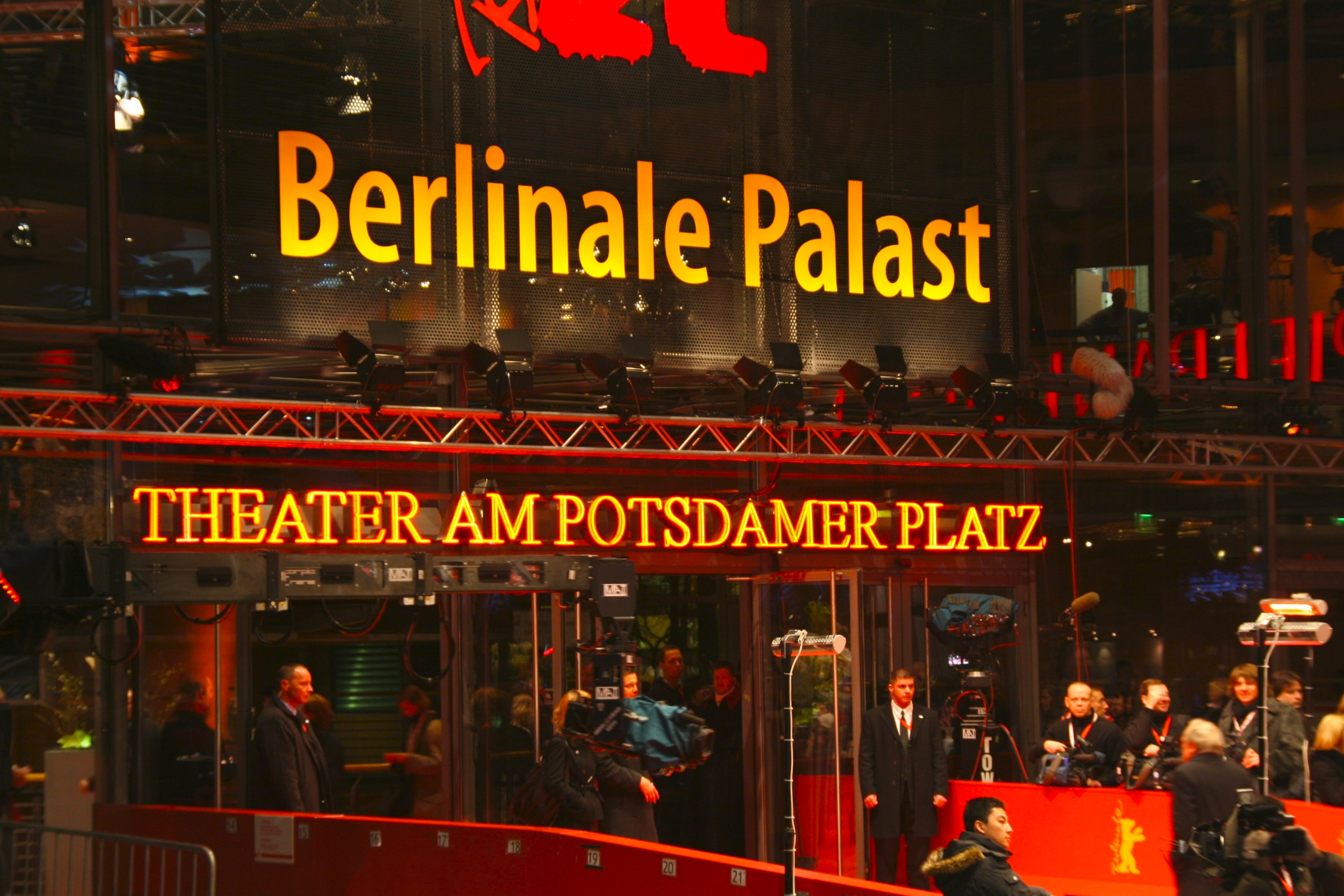
Le Palais du festival.

Ce festival a été créé, en 1951, par les Alliés occidentaux, qui voulaient établir ainsi une « vitrine du monde libre ». Il est initié par Oscar Martay, « film officer » chargé de relancer le cinéma berlinois,.
Depuis la première édition, la récompense suprême est l'Ours d'or (sculpté par Renée Sintenis). Des Ours d'argent, répartis en plusieurs catégories, sont également décernés, ainsi qu'initialement un Ours de bronze qui sera vite abandonné. En 1951, le premier Ours d'or est également attribué par catégories, mais il n'est plus décerné qu'à un seul film, tous genres confondus, dès l'année suivante. De 1952 à 1955, les prix sont décernés à la suite d'un vote du public, chaque spectateur pouvant noter de un à quatre un film à l'issue de la projection. À partir de 1956, la fédération internationale des associations des producteurs de films accrédite le festival du film de Berlin, lui permettant ainsi de composer un jury international pour adjuger les prix. Le festival se déroulait originellement en été, avant d'avoir lieu en février à partir de 1978.
Une seule édition, celle de 1970, connut une interruption, comparable à celle du Festival de Cannes 1968. À l'époque, un scandale éclate autour du film O.K. de l'Allemand Michael Verhoeven, film qui met en scène le viol et le meurtre d'une Vietnamienne par des soldats américains. La réaction indignée du public, divisé sur sa sélection, et des débats houleux poussent le jury (présidé par l'Américain George Stevens) à démissionner et le Festival est annulé deux jours avant la remise des prix.
En 1986, le festival se déroule sous protection policière, après la désignation comme meilleur film de Stammheim, qui traite du procès de 1977 contre la Fraction armée rouge. En 2011, le cinéaste iranien Jafar Panahi, qui devait siéger au jury, est condamné par le régime de son pays à six ans de prison et 20 ans d'interdiction d'exercer sa profession. Il sera récompensé en 2015 par un Ours d'or pour Taxi Téhéran, qu'il présente clandestinement.
La Berlinale 2019 est la dernière sous la direction artistique de Dieter Kosslick qui est arrivé en 2002. Elle est marquée par la signature de la Charte pour la parité et la diversité dans les festivals de cinéma portée par le Collectif 50/50. Le festival allemand s'engage ainsi à fournir des statistiques genrées, en particulier sur le nombre de films soumis à sélection, de publier la liste des membres des comités de sélection et programmateurs et enfin de s'engager sur un calendrier de transformation des instances dirigeantes pour parvenir à la parfaite parité.
Il est remplacé par deux nouveaux directeurs : Mariette Rissenbeek et Carlo Chatrian, qui était jusque-là directeur artistique du Locarno Festival.

## Organisation
Ce festival est un grand événement non seulement pour les professionnels, mais également pour le grand public. Chaque année, 20 000 professionnels de 120 pays, dont 4 200 journalistes, se pressent à Berlin pour assister à cet événement. En 2020, la Berlinale est encore le festival de cinéma le plus populaire au monde, avec de l'ordre de 332 000 billets vendus et 488 000 spectateurs au total.
Le meilleur film de la compétition internationale est récompensé par l'Ours d'or (Goldener Berliner Bär) tandis que l'Ours d'argent (Silberner Berliner Bär), outre le Grand prix du jury (Großer Preis der Jury), est attribué pour les prestations de meilleur réalisation (beste Regie), de la meilleure interprétation pour une actrice (beste Darstellerin) et pour un acteur (bester Darsteller), et depuis 2008 pour le meilleur scénario (beste Drehbuch) et une contribution artistique reconnue comme exceptionnelle (herausragende künstlerische Leistung). À l'origine décernés essentiellement par le public, les Ours sont attribués depuis 1956 par un jury composé de professionnels du cinéma et de personnalités du monde des arts et de la culture.
Parallèlement au festival, se tient un important marché du film. Le volume des achats qui y sont négociés font de Berlin le deuxième marché du film, en importance.

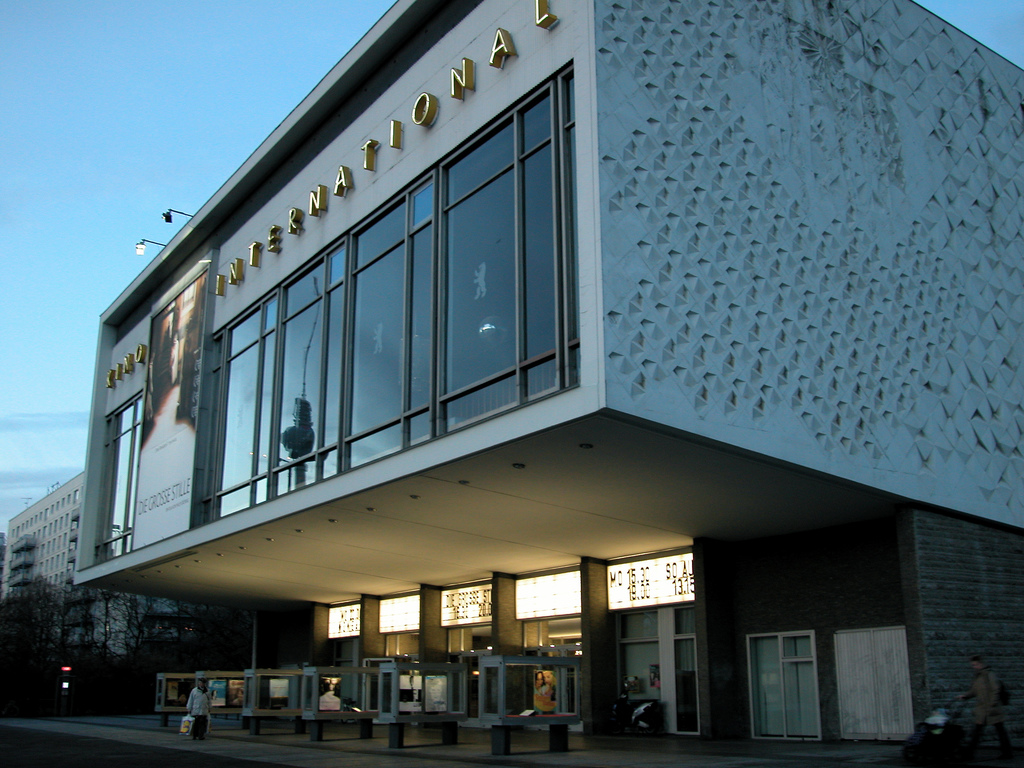
Kino International
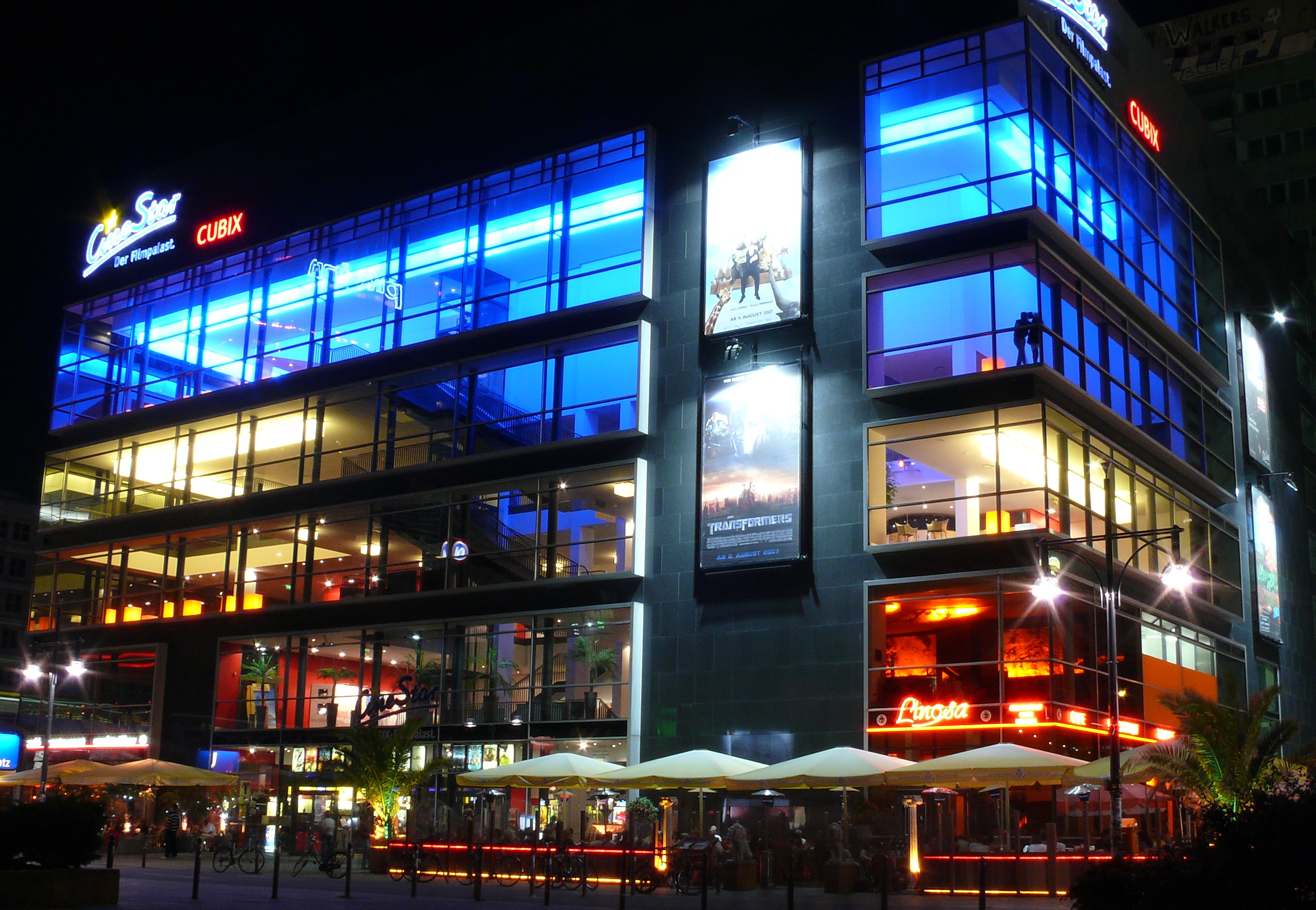
Cubix Kino
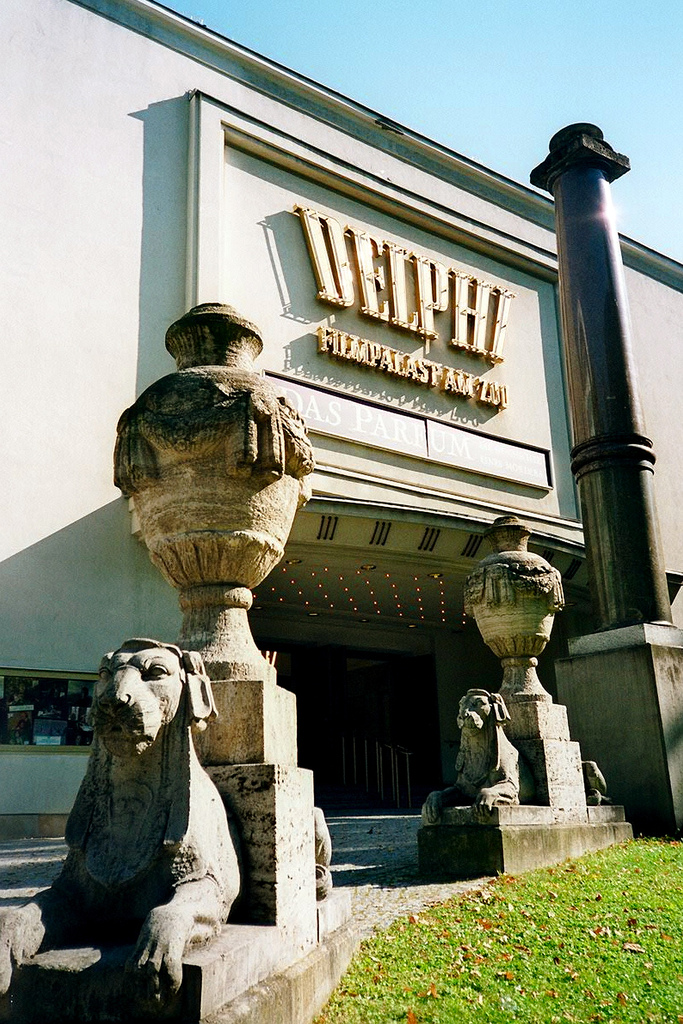
Delphi Filmpalast
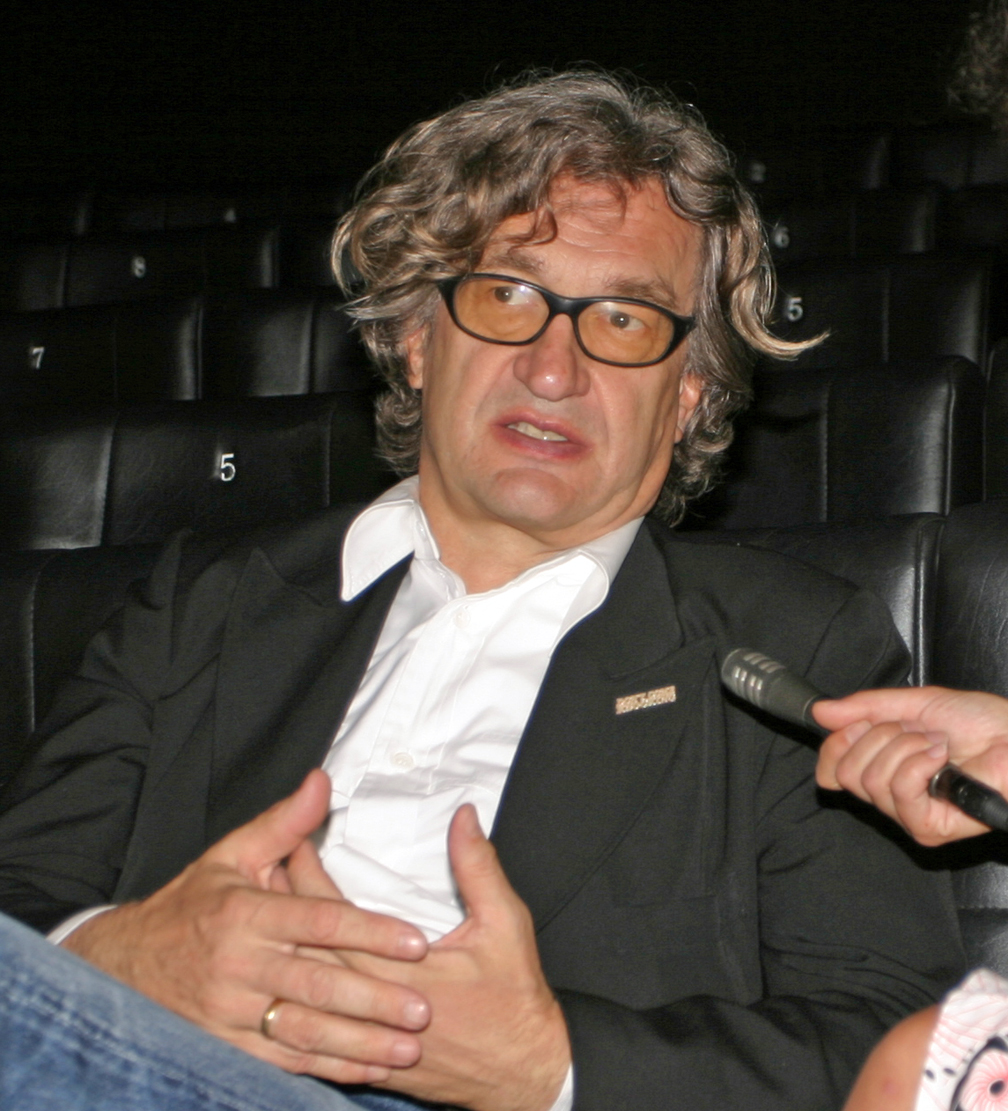
Wim Wenders
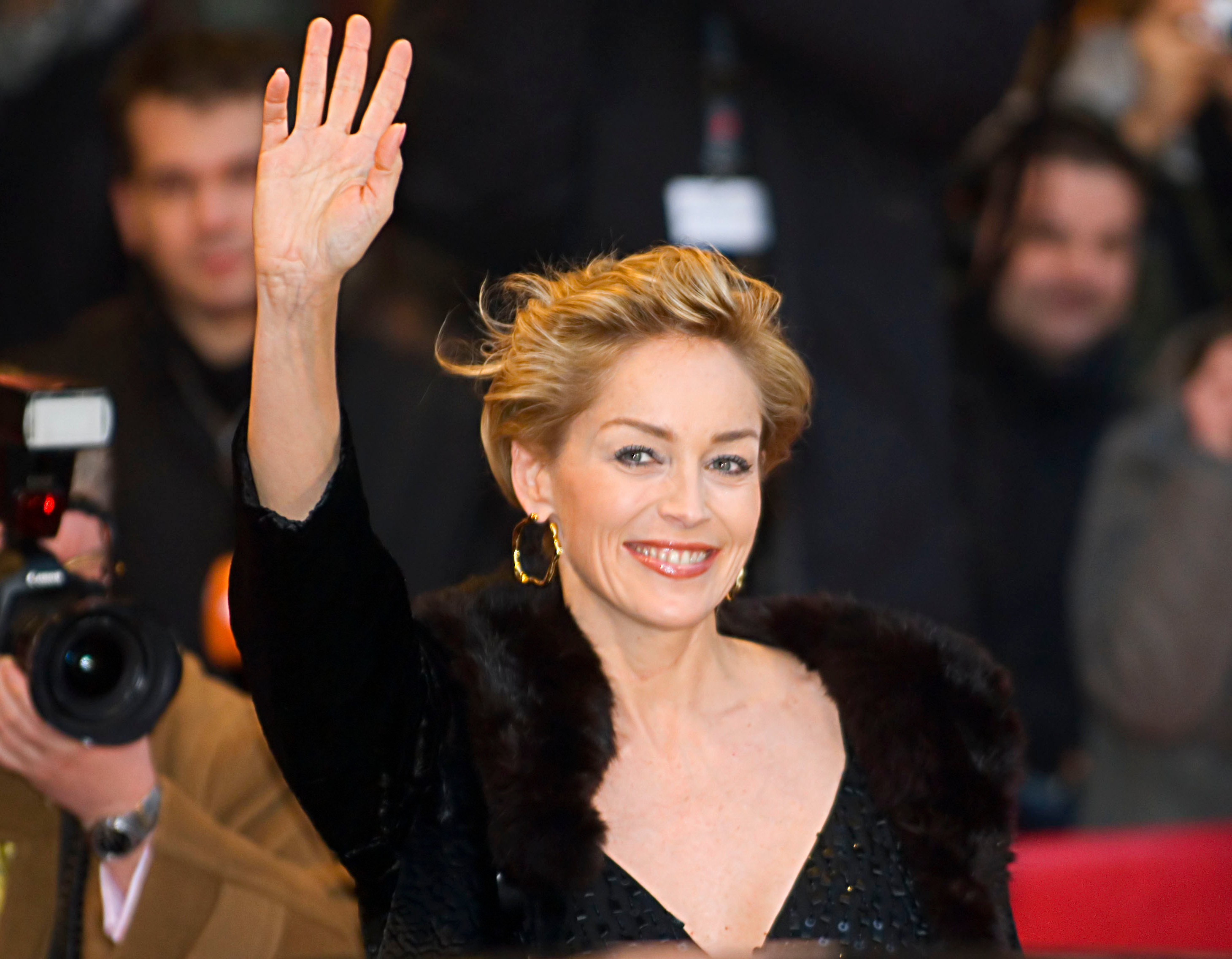
Sharon Stone
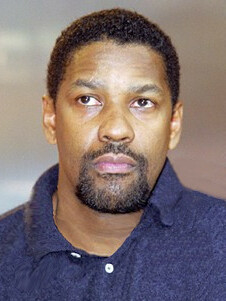
Denzel Washington

## Programme
- Compétition (Wettbewerb)
- Panorama
- Forum
- Génération (Generation)

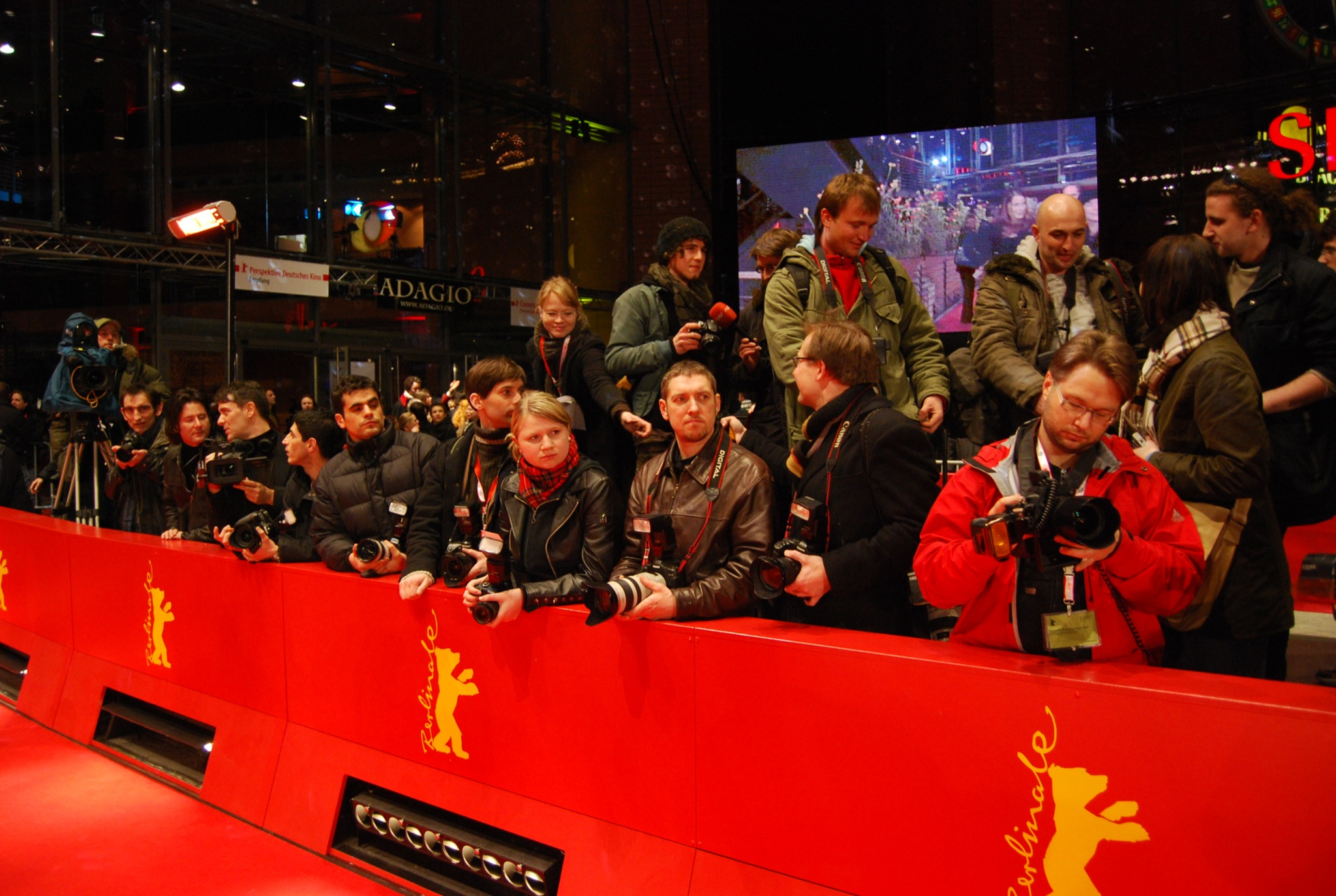
Journalistes à la Berlinale.

- Perspektive Deutsches Kino
- Rétrospective (Retrospektive)

## Prix décernés
En gras sont indiquées les catégories actuellement décernées.

### Sélection officielle
- Ours d'or (Goldener Bär, depuis 1951)
- Ours d'argent (Silberner Bär) :
  - Grand Prix du jury (Großer Preis der Jury, depuis 1951)
  - Meilleur réalisateur (Silberner Bär für die Beste Regie, depuis 1956)
  - Meilleure performance (Beste Schauspielerische Leistung in einer Hauptrolle, depuis 2021)
  - Meilleur acteur (Silberner Bär für den Besten Darsteller, 1956-2020)
  - Meilleure actrice (Silberner Bär für die Beste Darstellerin, 1956-2020)
  - Meilleur scénario (Silberner Bär für das Beste Drehbuch, depuis 2008)
  - Meilleure contribution technique (Silberner Bär für eine Herausragende Künstlerische Leistung, depuis 2008)
    -  Ours d'argent de la meilleure musique de film (Silberner Bär für dieBbeste Filmmusik, 2002-2007)
    -  Ours d'argent de la meilleure contribution artistique (Silberner Bär für eine Besondere Künstlerische Leistung, 1956-2007)
    -  Ours d'argent pour une performance individuelle remarquable (Silberner Bär für eine Herausragende Einzelleistung, 1956-2005)
- Prix Alfred-Bauer (Alfred-Bauer-Preis, de 1987 à 2019, suspendu en 2020 à la suite de révélations concernant la proximité d’Alfred Bauer avec le régime nazi.)

### Courts métrages
- Ours d'or du meilleur court métrage (Goldener Bär für den Besten Kurzfilm, depuis 1956)
- Prix du jury du court métrage (Silberner Bär als Preis der Jury, depuis 1956)

### Prix spéciaux
- Ours d'or d'honneur (Goldener Ehrenbär, depuis 1982)
- Caméra de la Berlinale (Berlinale Kamera, depuis 1951)
- Ours d'argent extraordinaire (Sonderpreis, 1958-1964)

### Jurys indépendants
- Prix du meilleur premier film (Bester Erstlingsfilm, depuis 2006)
- Prix FIPRESCI (FIPRESCI-Preis, depuis 2001)
- Shooting Stars (Shooting Stars Award, depuis 1998)
- Prix de la Gilde deutscher Filmkunsttheater (Preis der Gilde Deutscher Filmkunsttheater, depuis 1996)
- Ours de cristal dans les catégories « Generation KPlus » et « 14Plus » (Gläserner Bär, depuis 1994)
- Prix du jury œcuménique (Preis der ökumenischen Jury, depuis 1992)
- Label Europa Cinemas (depuis 2005)
- Teddy Award (depuis 1992)
- Prix Caligari (Caligari-Filmpreis, depuis 1986)
- Prix CICAE de la Berlinale (CICAE-Preis, depuis 1967)